# EDESE
EDESE (Empresa Distribuidora de Electricidad de Santiago del Estero) es una empresa privada de distribución de energía eléctrica de la Provincia de Santiago del Estero, Argentina. Es propiedad del Grupo Ick.

## Historia
El 4 de enero de 1995, EDESE se constituyó como empresa, a raíz del proceso de reestructuración de todo el sistema eléctrico argentino, a partir de la desregulación y privatización del sector, por lo que es continuadora en la actividad de la empresa estatal Agua y Energía Eléctrica, durante la época del gobernador Carlos Juárez.
Al principio estuvo bajo el control de la firma norteamericana Reliant Energy, la cual decidió vender su participación a un consorcio local a cambio de 2,5 millones de pesos y el traspaso de una deuda bancaria de 8 millones de dólares, pero el 5 de mayo de 2003, un grupo de empresarios locales compró la distribuidora a la compañía estadounidense. La nueva concesionaria es una sociedad de empresarios santiagueños que embolsará un subsidio mensual de 500.000 pesos, ajustará las tarifas igual que Edenor y Edesur y no será multada por todos los incumplimientos que registre en la prestación del servicio. Tras haber rechazado el ingreso de la Federación de Luz y Fuerza a Edese, el gobierno provincial que responde a Carlos Juárez decidió convalidar la transferencia de la distribuidora a un holding empresario local de Santiago del Estero.

## Concesión
Actualmente posee un plazo de concesión de 95 años (finaliza el 3 de enero de 2090).
| Área de concesión: 150.536 Km²    |
| Cantidad de usuarios: 317.039     |
| Energía distribuida: 1.790,05 GWh |
| Centros de transformación: 8.781  |
| Km Red de baja tensión: 10.053    |
| Km Red de media tensión: 10.382   |